# 607
Évszázadok: 6. század – 7. század – 8. század
Évtizedek: 550-es évek – 560-as évek – 570-es évek – 580-as évek – 590-es évek – 600-as évek – 610-es évek – 620-as évek – 630-as évek – 640-es évek – 650-es évek
Évek: 602 – 603 – 604 – 605 –  606 – 607 – 608 – 609 – 610 – 611 – 612

## Események
- Napközelbe ér a Halley-üstökös.

### Európa
- II. Theuderic burgundiai király eltaszítja feleségét, Ermenbergát és hozománya nélkül hazaküldi apjához, Witteric vizigót királyhoz. A felbőszült Witteric négyes szövetséget szervez Theuderic ellen, amelyben II. Theudebert austrasiai, II. Chlothar neustriai és Agilulf longobárd királyok vesznek részt, de a szövetség semmi érdemlegeset nem visz véghez.
- Theuderic és nagyanyja, Brünhilda parancsára három bandita agyonkövezi Vienne korábban száműzött érsekét, Desideriust, aki a király és Brünhilda ellen prédikált.
- III. Bonifatius pápa végre megkapja Phókasz császár jóváhagyását és februárban elfoglalhatja hivatalát. Novemberben azonban meghal. Utódjául IV. Bonifatiust választják, azonban az ő császári jóváhagyása is közel egy évet késik.
- Ceolwulf wessexi király hadjáratot vezet a sussexi szászok ellen.

### Távol-Kelet
- Sótoku japán régensherceg felépítteti a Hórjúdzsi buddhista templomot.
- Sótoku herceg Ono no Imoko vezetésével követséget küld a kínai Szuj-dinasztia császárhoz, Janghoz. Üdvözlő levelében először említi Japánt a felkelő nap országaként. Jang felháborodik az üzeneten, mert az ugyanazzal a ranggal ("a Menny fia") illeti a japán és kínai uralkodót.
- Jang császár nagyszabású reformokat hajt végre, átszervezi a tartományokat, a kormányzati hivatalokat, a hadsereget és eltöröl három nemesi rangot. Ebben az évben kivégezteti bátyja, Jang Jung (akit trónra lépésekor meggyilkoltatott) nyolc fiát.

## Halálozások
- november 12. – III. Bonifác pápa[1]
- Desiderius, Vienne érseke

## Fordítás
- Ez a szócikk részben vagy egészben  a(z)   607 című angol Wikipédia-szócikk ezen változatának fordításán alapul.  Az eredeti cikk szerkesztőit annak laptörténete sorolja fel. Ez a jelzés csupán a megfogalmazás eredetét és a szerzői jogokat jelzi, nem szolgál a cikkben szereplő információk forrásmegjelöléseként.